# Felip de Suàbia
Felip de Suàbia (1177 – 21 de juny de 1208) va ser rei d'Alemanya i duc de Suàbia, rival de l'emperador Otó IV.

## Biografia
Felip era el cinquè i el més jove dels fills de l'emperador Frederic I Barba-roja i Beatriu de Borgonya. Va entrar al clergat i fou rector d'Aquisgrà fins que el 1190 o 1191 va ser designat bisbe de Würzburg. Després d'acompanyar el seu germà l'emperador Enric a Itàlia el 1191, Felip va deixar de banda la seva carrera eclesiàstica i, en tornar a Itàlia va ser nomenat duc de la Toscana i rebé extenses terres. El 1196 esdevingué duc de Suàbia a la mort del seu germà Conrad, i el maig de 1197 va casar-se amb Irene Angelina, filla de l'emperador romà d'Orient Isaac II, i vídua de Roger III, rei titular de Sicília.
Felip gaudia en gran manera de la confiança del seu germà i sembla que havia estat designat com a guardià del jove fill d'Enric Frederic, que esdevendria l'emperador Frederic II, en cas de la mort d'Enric. El 1197 es dirigia a recollir Frederic a Sicília per dur-lo a la seva coronació com a rei d'Alemanya, però al rebre les notícies de la mort d'Enric va tornar immediatament a Alemanya. Aparentment el seu desig era protegir els interessos del seu nebot i calmar el desordre que s'alçà amb la mort de l'emperador, però es va veure superat pels esdeveniments. L'hostilitat al govern d'un infant era creixent, i després que Felip fos escollit com a defensor de l'imperi durant la minoria de Frederic, va acabar acceptant la seva pròpia elecció com a rei. Va ser escollit rei d'Alemanya a Mülhausen el 8 de març de 1198, i va ser coronat a Magúncia el 8 de setembre següent.
Mentrestant, una sèrie de prínceps hostils a Felip, sota el lideratge de l'arquebisbe de Colònia, Adolf, havien elegit com a anti-rei Otó, el segon fill d'Enric el Lleó, dels seus rivals de la Casa de Welf. En la guerra entre els dos reis Felip, que trobà la majoria del seu suport al sud d'Alemanya, obtingué un èxit considerable. El 1199 ja havia aconseguit portar la guerra a territori del seu enemic, tot i que no havia estat capaç d'obtenir el suport el papa Innocenci III, i rebia poca ajuda del seu aliat el rei Felip de França. Però el 1201 el papa Innocenci va acabar prenent partit deslegitimant la candidatura de Felip i donant suport de forma enèrgica a Otó.
Els dos anys següents encara van ser més desfavorables per Felip. Otó, ajudat pel rei Ottokar I de Bohèmia i el landgravi Hermann I de Turíngia, va expulsar-lo del nord d'Alemanya. Però el 1204, la submissió a Felip de Hermann de Turíngia marca el punt d'inflexió a la guerra, i aviat s'uniren a Felip Adolf de Colònia i el Duc Enric I de Brabant.

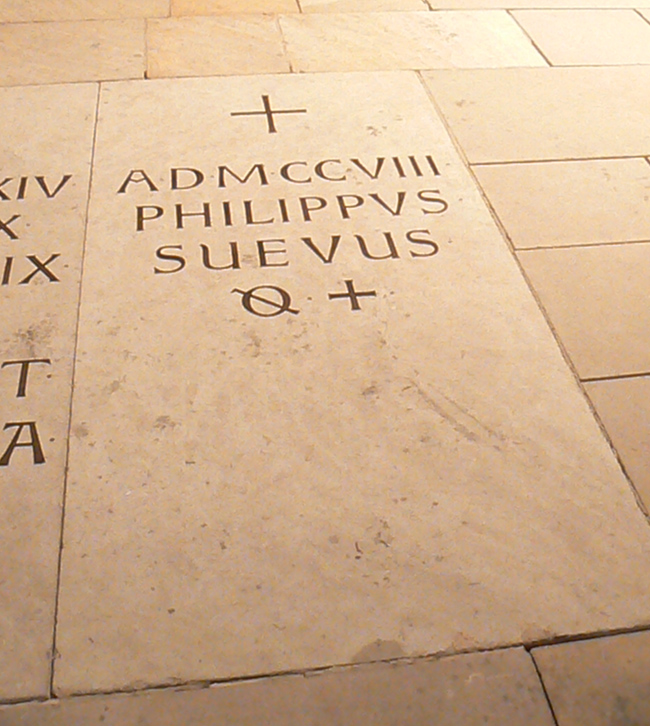
Tomba de Felip de Suàbia, a Speyer.

El 6 de gener de 1205 va ser coronat altre cop en una gran cerimònia a Aquisgrà, però no va ser fins al 1207 amb la seva entrada a Colònia que la guerra es podia donar per acabada. Un mes més tard era alliberat de la censura papal, i es pactà un tractat entre les parts pel qual un nebot del papa es casava amb una filla de Felip i rebia el disputat ducat de la Toscana.
Felip s'estava preparant per esclafar els últims reductes de la rebel·lió a Brunswick quan va ser assassinat a Bamberg, el 21 de juny de 1208, pel comte palatí de Baviera Otó de Wittelsach, a qui havia refusat la mà d'una de les seves filles.

## Família
|  |                             |  |  |  |  |  |  |  |  |  |  |  |  |  |  |  |
|  | Frederic de Büren           |  |  |  |  |  |  |  |  |  |  |  |  |  |  |  |
|  |                             |  |  |  |  |  |  |  |  |  |  |  |  |  |  |  |
|  |                             |  |  |  |  |  |  |  |  |  |  |  |  |  |  |  |
|  | Duc Frederic I de Suàbia    |  |  |  |  |  |  |  |  |  |  |  |  |  |  |  |
|  |                             |  |  |  |  |  |  |  |  |  |  |  |  |  |  |  |
|  |                             |  |  |  |  |  |  |  |  |  |  |  |  |  |  |  |
|  | Duc Frederic II de Suàbia   |  |  |  |  |  |  |  |  |  |  |  |  |  |  |  |
|  |                             |  |  |  |  |  |  |  |  |  |  |  |  |  |  |  |
|  |                             |  |  |  |  |  |  |  |  |  |  |  |  |  |  |  |
|  | Emperador Enric IV          |  |  |  |  |  |  |  |  |  |  |  |  |  |  |  |
|  |                             |  |  |  |  |  |  |  |  |  |  |  |  |  |  |  |
|  |                             |  |  |  |  |  |  |  |  |  |  |  |  |  |  |  |
|  | Agnès d'Alemanya            |  |  |  |  |  |  |  |  |  |  |  |  |  |  |  |
|  |                             |  |  |  |  |  |  |  |  |  |  |  |  |  |  |  |
|  |                             |  |  |  |  |  |  |  |  |  |  |  |  |  |  |  |
|  | Berta de Savoia             |  |  |  |  |  |  |  |  |  |  |  |  |  |  |  |
|  |                             |  |  |  |  |  |  |  |  |  |  |  |  |  |  |  |
|  |                             |  |  |  |  |  |  |  |  |  |  |  |  |  |  |  |
|  | Emperador Frederic I        |  |  |  |  |  |  |  |  |  |  |  |  |  |  |  |
|  |                             |  |  |  |  |  |  |  |  |  |  |  |  |  |  |  |
|  |                             |  |  |  |  |  |  |  |  |  |  |  |  |  |  |  |
|  | Duc Welf I de Baviera       |  |  |  |  |  |  |  |  |  |  |  |  |  |  |  |
|  |                             |  |  |  |  |  |  |  |  |  |  |  |  |  |  |  |
|  |                             |  |  |  |  |  |  |  |  |  |  |  |  |  |  |  |
|  | Duc Enric IV de Baviera     |  |  |  |  |  |  |  |  |  |  |  |  |  |  |  |
|  |                             |  |  |  |  |  |  |  |  |  |  |  |  |  |  |  |
|  |                             |  |  |  |  |  |  |  |  |  |  |  |  |  |  |  |
|  | Judit de Baviera            |  |  |  |  |  |  |  |  |  |  |  |  |  |  |  |
|  |                             |  |  |  |  |  |  |  |  |  |  |  |  |  |  |  |
|  |                             |  |  |  |  |  |  |  |  |  |  |  |  |  |  |  |
|  | Duc Magnus de Saxònia       |  |  |  |  |  |  |  |  |  |  |  |  |  |  |  |
|  |                             |  |  |  |  |  |  |  |  |  |  |  |  |  |  |  |
|  |                             |  |  |  |  |  |  |  |  |  |  |  |  |  |  |  |
|  | Wulfilda de Saxònia         |  |  |  |  |  |  |  |  |  |  |  |  |  |  |  |
|  |                             |  |  |  |  |  |  |  |  |  |  |  |  |  |  |  |
|  |                             |  |  |  |  |  |  |  |  |  |  |  |  |  |  |  |
|  | Felip de Suàbia             |  |  |  |  |  |  |  |  |  |  |  |  |  |  |  |
|  |                             |  |  |  |  |  |  |  |  |  |  |  |  |  |  |  |
|  |                             |  |  |  |  |  |  |  |  |  |  |  |  |  |  |  |
|  | Comte Guillem I de Borgonya |  |  |  |  |  |  |  |  |  |  |  |  |  |  |  |
|  |                             |  |  |  |  |  |  |  |  |  |  |  |  |  |  |  |
|  |                             |  |  |  |  |  |  |  |  |  |  |  |  |  |  |  |
|  | Comte Esteve I de Borgonya  |  |  |  |  |  |  |  |  |  |  |  |  |  |  |  |
|  |                             |  |  |  |  |  |  |  |  |  |  |  |  |  |  |  |
|  |                             |  |  |  |  |  |  |  |  |  |  |  |  |  |  |  |
|  | Comte Renaud de Borgonya    |  |  |  |  |  |  |  |  |  |  |  |  |  |  |  |
|  |                             |  |  |  |  |  |  |  |  |  |  |  |  |  |  |  |
|  |                             |  |  |  |  |  |  |  |  |  |  |  |  |  |  |  |
|  | Beatriu de Lorena           |  |  |  |  |  |  |  |  |  |  |  |  |  |  |  |
|  |                             |  |  |  |  |  |  |  |  |  |  |  |  |  |  |  |
|  |                             |  |  |  |  |  |  |  |  |  |  |  |  |  |  |  |
|  | Beatriu de Borgonya         |  |  |  |  |  |  |  |  |  |  |  |  |  |  |  |
|  |                             |  |  |  |  |  |  |  |  |  |  |  |  |  |  |  |
|  |                             |  |  |  |  |  |  |  |  |  |  |  |  |  |  |  |
|  | Duc Simó I de Lorena        |  |  |  |  |  |  |  |  |  |  |  |  |  |  |  |
|  |                             |  |  |  |  |  |  |  |  |  |  |  |  |  |  |  |
|  |                             |  |  |  |  |  |  |  |  |  |  |  |  |  |  |  |
|  | Àgata de Lorena             |  |  |  |  |  |  |  |  |  |  |  |  |  |  |  |
|  |                             |  |  |  |  |  |  |  |  |  |  |  |  |  |  |  |
|  |                             |  |  |  |  |  |  |  |  |  |  |  |  |  |  |  |
|  | Adelaida de Leuven          |  |  |  |  |  |  |  |  |  |  |  |  |  |  |  |
|  |                             |  |  |  |  |  |  |  |  |  |  |  |  |  |  |  |
|  |                             |  |  |  |  |  |  |  |  |  |  |  |  |  |  |  |

El 25 de maig de 1197 Felip es va casar amb Irene Angelina, filla de l'emperador romà d'Orient Isaac II Àngel. Tingueren quatre filles:
- Beatriu de Hohenstaufen (1198-1212), esposaria Otó IV del Sacre Imperi.
- Cunegunda de Hohenstaufen (1198-1212), esposaria el rei Venceslau I de Bohèmia.
- Maria de Hohenstaufen (1201-1235), esposaria el duc Enric II de Brabant.
- Elisabet de Hohenstaufen (1203-1235), esposaria el rei Ferran III de Castella i es canviaria el nom per Beatriu.